# Александрув (гміна Стшельце)
Александрув (пол. Aleksandrów) — село в Польщі, у гміні Стшельці Кутновського повіту Лодзинського воєводства.
Населення — 144 особи (2011).
У 1975-1998 роках село належало до Плоцького воєводства.

## Демографія
Демографічна структура станом на 31 березня 2011 року:
|          | Загалом | Допрацездатний вік | Працездатний вік | Постпрацездатний вік |
| -------- | ------- | ------------------ | ---------------- | -------------------- |
| Чоловіки | 77      | 22                 | 49               | 6                    |
| Жінки    | 67      | 10                 | 39               | 18                   |
| Разом    | 144     | 32                 | 88               | 24                   |